# Martin Turnovský
Martin Turnovsky (né le 29 septembre 1928 à Prague et mort le 19 mai 2021 à Vienne en Autriche) est un chef d'orchestre tchèque naturalisé autrichien.

## Biographie
Il étudie à l'Académie de musique de Prague auprès de l'ancien chef d'orchestre principal de l'Orchestre philharmonique tchèque Karel Ančerl, et plus tard auprès de George Szell. En 1958, il gagne le premier prix du concours international de direction d'orchestre à Besançon (France).
De 1963 à 1966, il est chef d'orchestre principal de la Radio-Sinfonie-Orchesters de Pilsen, et par la suite il est pour deux saisons chef d'orchestre principal de la Staatskapelle de Dresde et directeur musical général du Semperoper de Dresde (1966-1968). De 1960 à 1968, il est également chef invité permanent de l'Orchestre philharmonique tchèque et chef d'orchestre permanent de l'Orchestre philharmonique de Brno.
Martin Turnovsky compte parmi les chefs d'orchestre les plus célèbres de Tchécoslovaquie. Il a fait des enregistrements sur disque avec l'Orchestre philharmonique tchèque et l'Orchestre symphonique de Prague ; son enregistrement de la Quatrième Symphonie de Bohuslav Martinů a d'ailleurs reçu le « Grand prix du disque ».
Après l'invasion de la Tchécoslovaquie par les troupes du Pacte de Varsovie à la suite du Printemps de Prague en août 1968, il émigre en Autriche où il se fait naturaliser. Il dirige là-bas plusieurs orchestres et devient directeur de l'Opéra d'Oslo (1975-1980) et directeur musical de l'Opéra de Bonn (1979-1983). Il a participé entre autres à des productions d'opéra du Deutsche Oper Berlin, du Staatsoper Stuttgart, de l'Opéra royal de Stockholm, du Théâtre du Capitole de Toulouse et de l'Opéra national du pays de Galles.
Turnovsky a collaboré entre autres avec :
- l'Orchestre philharmonique de New York
- l'Orchestre de Cleveland
- l'Orchestre symphonique de Détroit
- l'Orchestre philharmonique de Londres
- l'Orchestre symphonique de la Radiodiffusion bavaroise
- l'Orchestre de la Suisse romande
- l'Orchestre symphonique de Vienne
- l'Orchestre symphonique de Bamberg
- l'Orchestre symphonique de Toronto
- l'Orchestre symphonique de Birmingham
- l'Orchestre philharmonique royal de Liverpool
- l'Orchestre symphonique métropolitain de Tokyo.

Après la Révolution de velours de 1989, il retourne à Prague et devient chef d'orchestre principal de l'Orchestre symphonique de Prague de 1992 à 1996.

## Décès
Martin Turnovsky décède le 19 mai 2021 à 92 ans à Vienne (Autriche).